# FreeMind
FreeMind es un programa de ordenador que permite la elaboración de mapas mentales o de conceptos, programada en Java. Se publica bajo licencia GNU General Public License. Dispone de versiones para Microsoft Windows, Linux y Mac OS X vía Java Runtime Environment.
FreeMind es útil en el análisis y recopilación de información o ideas generadas en grupos de trabajo, pues con él es posible generar mapas mentales y publicarlos en internet como páginas html, java o insertarlos dentro de wikis como Dokuwiki mediante la configuración de un plugin.
Como otros paquetes de software de para mapas mentales, FreeMind permite al usuario editar un conjunto de ideas jerarquizadas alrededor de un concepto central. El enfoque no lineal ayuda al brainstorming, a medida que las ideas se van añadiendo al mapa mental. Como aplicación Java que es, FreeMind es portable a través de múltiples plataformas y retiene la misma interfaz de usuario, con solo una cierta variación de la interfaz común en cada sistema operativo. 
FreeMind fue finalista del Best Project en el Community Choice Awards de 2008 de SourceForge.net, que presentaba los proyectos de software código abierto.